# 新蔡郡 (刘宋)
新蔡郡，中国南北朝时设置的郡。
南朝宋泰始年间侨置新蔡郡，属南豫州。治所在新蔡县（今河南固始县西南）。南齐改新蔡郡为北新蔡郡，北魏复为新蔡郡。北周不辖县，属南郢州。隋文帝开皇三年（583年）废，地入光州。南朝梁又侨置新蔡郡，属南建州。治所在新蔡县（今河南商城县南）。北周辖新蔡县。隋文帝开皇三年（583年）废，地入光州。